# Yannick Pelletier
Yannick Pelletier (Biel/Bienne, 22 de setembre de 1976) és un jugador d'escacs suís. Obtingué el títol de Gran Mestre Internacional el 2001. El seu màxim Elo ha estat de 2624 punts, a la Llista FIDE de gener de 2003.
A la llista d'Elo de la FIDE de l'agost de 2019, hi tenia un Elo de 2565 punts, cosa que en feia el jugador número 3 (en actiu) de Suïssa. El seu màxim Elo va ser de 2624 punts, a la llista de gener de 2003 (posició 69 al rànquing mundial).

## Resultats destacats en competició
Ha estat sis cops campió de Suïssa, els anys 1995, 2000, 2002, 2010, 2014 i 2017, i diversos cops campió de Suïssa per equips amb el SG Biel.
El 2001 va empatar als llocs 1r-4t amb Tamaz Gelashvili, Mark Hebden i Vladimir Tukmakov al 9è Obert de Neuchâtel
Pelletier participa habitualment, com a jugador local, al fortíssim Torneig de Biel, amb resultats acceptables: el 2005, fou 3r al 38è Festival Internacional de Biel. El 2006, fou 5è al 39è Festival Internacional de Biel.

## Competicions internacionals per equips
Pelletier ha representat Suïssa en nombroses competicions internacionals per equips, i des de 1996, ha jugat en totes les edicions dels Campionats d'Europa per equips, i de les Olimpíades d'escacs.